# Hapalotremus major
Hapalotremus major is een spinnensoort uit de familie van de vogelspinnen (Theraphosidae). De wetenschappelijke naam van de soort werd voor het eerst geldig gepubliceerd in 1916 door Chamberlinon als Hemirrhagus major.

## Voorkomen
De soort komt voor in Brazilië.